# Quách Thị Hồng
Quách Thị Hồng (1920 - 2022) là một bà mẹ Việt Nam anh hùng, từng có thời gian hoạt động trong Quân nhân. Bà là nguyên Trưởng Trạm Y tế xã Nguyễn Huân, huyện Đầm Dơi, tỉnh Cà Mau. Sau khi về hưu vào năm 2000, bà đã được phong tậng Huy hiệu 60 năm tuổi Đảng, và sau này là Huy hiệu 80 năm tuổi Đảng, bà mất tại nhà riêng ở Sài Gòn khuya ngày 2 tháng 4 năm 2022, hưởng thọ 102 tuổi.

## Khen thưởng
- Huân chương Quân công hạng Nhì;
- Huân chương Chiến công hạng Nhất, Nhì, Ba;
- Huân chương Kháng chiến hạng Nhất;
- Huân chương Chiến thắng hạng Ba;
- Huân chương Chiến sĩ vẻ vang hạng Nhất, Nhì, Ba;
- Huy chương Quân kỳ Quyết thắng;
- Mẹ anh hùng Việt Nam. (2009)
- Huy hiệu 70 năm tuổi Đảng.(2010)
- Huy hiệu 75 năm tuổi Đảng.(2015)
- Huy hiệu 80 năm tuổi Đảng.(2020)